# Pushin' Too Hard
Pushin' Too Hard', in origine uscita come (You're) Pushin' Too Hard è una canzone del gruppo garage rock statunitense dei Seeds scritta dal cantante Sky Saxon e coprodotta da Saxon e Marcus Tybal, pubblicata come singolo nel novembre 1965 per l'etichetta GNP Crescendo, riedita l'anno seguente e che raggiunse il 36º posto della Billboard Hot 100 nel febbraio 1967 rimanendo in classifica per 11 settimane.
Il critico musicale Richie Unterberger di AllMusic fa notare che il brano viene spesso utilizzato come esempio per descrivere pregi e difetti del garage rock, incluso nella storica compilation sui gruppi garage e psichedelici americani Nuggets: Original Artyfacts from the First Psychedelic Era, 1965-1968 uscita nel 1972.
I brano è stato inserito nella lista dei 500 brani che hanno forgiato il rock and roll, elenco stilato dallo staff della Rock and Roll Hall of Fame con la collaborazioni di critici e storici musicali.

## Tracce

### Edizione 1965
1. Pushin' Too Hard - 2:38
2. Out of the Question -  2:15

### Edizione 1966
1. Pushin' Too Hard - 2:38
2. Try to Understand - 2:53

## Formazione
- Rick Andridge - batteria
- Darryl Hooper - tastiere
- Jan Savage - chitarra
- Sky Saxon - voce, basso